# Edmund Grindal
Edmund Grindal (St Bees, 1519 – Londra, 6 luglio 1583) è stato un arcivescovo anglicano britannico.
Fiero anglicano, fu cappellano di Edoardo VI d'Inghilterra e venne perciò costretto ad abbandonare l'Inghilterra da Maria I d'Inghilterra.
Rimpatriato nel 1559, fu vescovo di Londra, arcivescovo di York e poi arcivescovo di Canterbury dal 1576 fino alla sua morte.

## Genealogia episcopale
La genealogia episcopale è:
- Cardinale Vital du Four
- Arcivescovo John de Stratford
- Vescovo William Edington
- Arcivescovo Simon Sudbury
- Vescovo Thomas Brantingham
- Vescovo Robert Braybrooke
- Arcivescovo Roger Walden
- Vescovo Henry Beaufort
- Cardinale Thomas Bourchier
- Arcivescovo John Morton
- Vescovo Richard Foxe
- Arcivescovo William Warham
- Vescovo John Longland
- Arcivescovo Thomas Cranmer
- Vescovo William Barlow
- Arcivescovo Matthew Parker
- Arcivescovo Edmund Grindal